# Lycenchelys imamurai
Lycenchelys imamurai är en fiskart som beskrevs av Anderson 2006. Lycenchelys imamurai ingår i släktet Lycenchelys och familjen tånglakefiskar. Inga underarter finns listade i Catalogue of Life.